# كمال ماريك
كمال ماريك هو مدرب كرة قدم ولاعب كرة قدم جزائري، ولد في 6 فبراير 1980 في تيزي وزو في الجزائر. لعب مع اتحاد الجزائر وشبيبة القبائل.

## وصلات خارجية
- كمال ماريك على موقع قاعدة بيانات كرة القدم.إي يو (الإنجليزية)